# Angelo Sala
Angelo Sala  (Vicenza, 1576-Bützow, 2 de octubre de 1637) fue un médico y químico italiano, que demostró la identidad de algunos compuestos en su libro Anatomia Vitrioli.